# Tage Hertzell

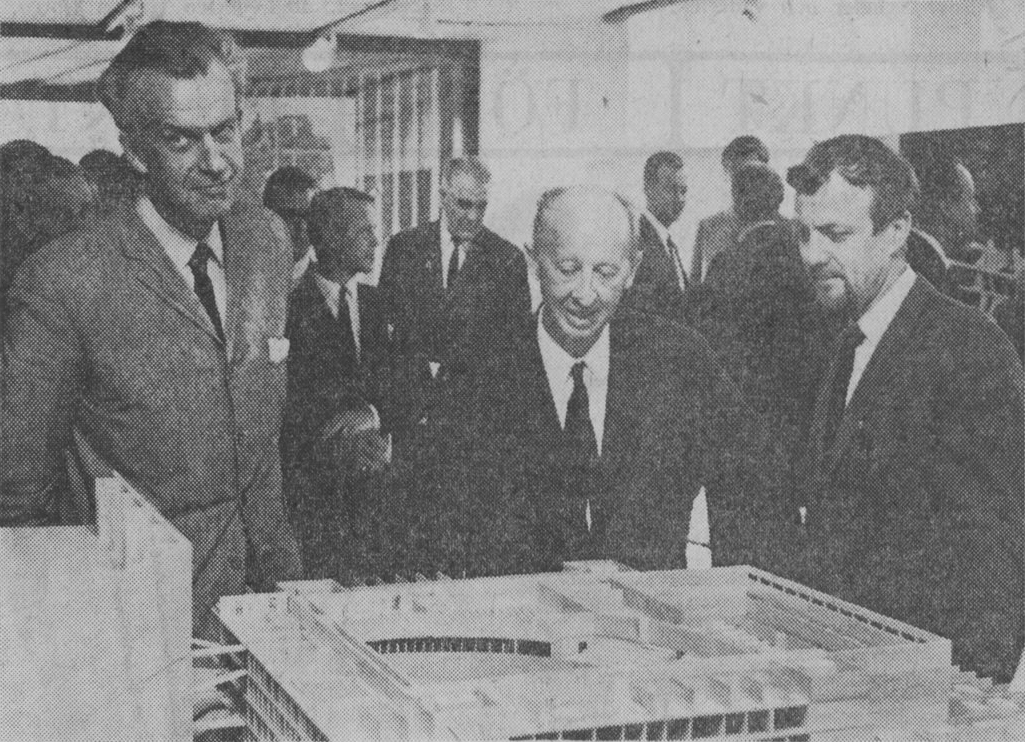
Peter Celsing, Hjalmar Mehr och Tage Hertzell vid modell av planerat Kulturhus, teater och hotell, 1968

Olof Tage Hertzell, född 8 mars 1928 i Skällviks församling, Östergötlands län, är en svensk arkitekt SAR/MSA.
Han är son till lantbrukare Gottfrid Hertzell och Audina, ogift Andersson. Efter examen vid Kungliga Tekniska högskolan (KTH) 1954 var han anställd hos arkitekt Gösta Åbergh 1953–1957 samt Svenska Industribyggen AB 1957–1959. Han var delägare i A4 arkitektkontor AB 1958–1980, rådgivande arkitekt för Coordinator arkitekter AB 1976–1991. Han blev sedan konsult för White Coordinator och startade eget 1991.
Hertzell var biträdande sekreterare Svenska Arkitekters Riksförbund (SAR) 1956, styrelseledamot i Svenska arkitektföreningen 1959–1963, svensk redaktör för A5 – meningsblad for unge arkitekter 1952–1955, redaktör för Arkitekten 1955–1961 och assistent KTH 1956–1961. Han var speciallärare i industriell anläggningsteknik vid KTH 1962–1970, ordförande i Privatverksamma arkitekters nämnd inom SAR 1964–1969, styrelseledamot i SPA 1973–1974 och styrelseordförande i Centralkonsult AB 1978–1984.
Han utförde ritningar till bland annat industrianläggningar, kontorshus och kvarteret Garnisonen (Karlahuset) i Stockholm. Han var redaktör för Parkeringsanläggningar (1969), Betongens yta (1984), Murblockets yta (1989) och Bygghandlingar 90 (1991). Hans Betongens yta har getts ut i flera upplagor, den femte upplagan kom ut 2013. Hertzell lyfter fram betongexperten Tor Gerholm som en av sina viktigaste inspirationskällor. Hertzell har beskrivits som betongens nestor.
Tage Hertzell har, med ekonomiskt stöd från ARQ, utarbetat ett förslag till ett digitalt arkitekturarkiv, benämnt DigArk.
Tage Hertzell var gift första gången 1951–1957 med Evy Andersson, andra äktenskapet var åren 1960–1991 med solodansösen Loulou Portefaix (1935–2008) och tredje äktenskapet 1991–2000 med grafiska designern Monica Rosén (född 1938). Hans nuvarande och fjärde äktenskap är med Bibbi Kuntze (född 1931), leg. psykolog och leg. psykoterapeut, certifierad Imagoteapeut och specialist i klinisk psykologi. De gifte sig 2004.

## Verk i urval
- Villa i Jäder 1954.

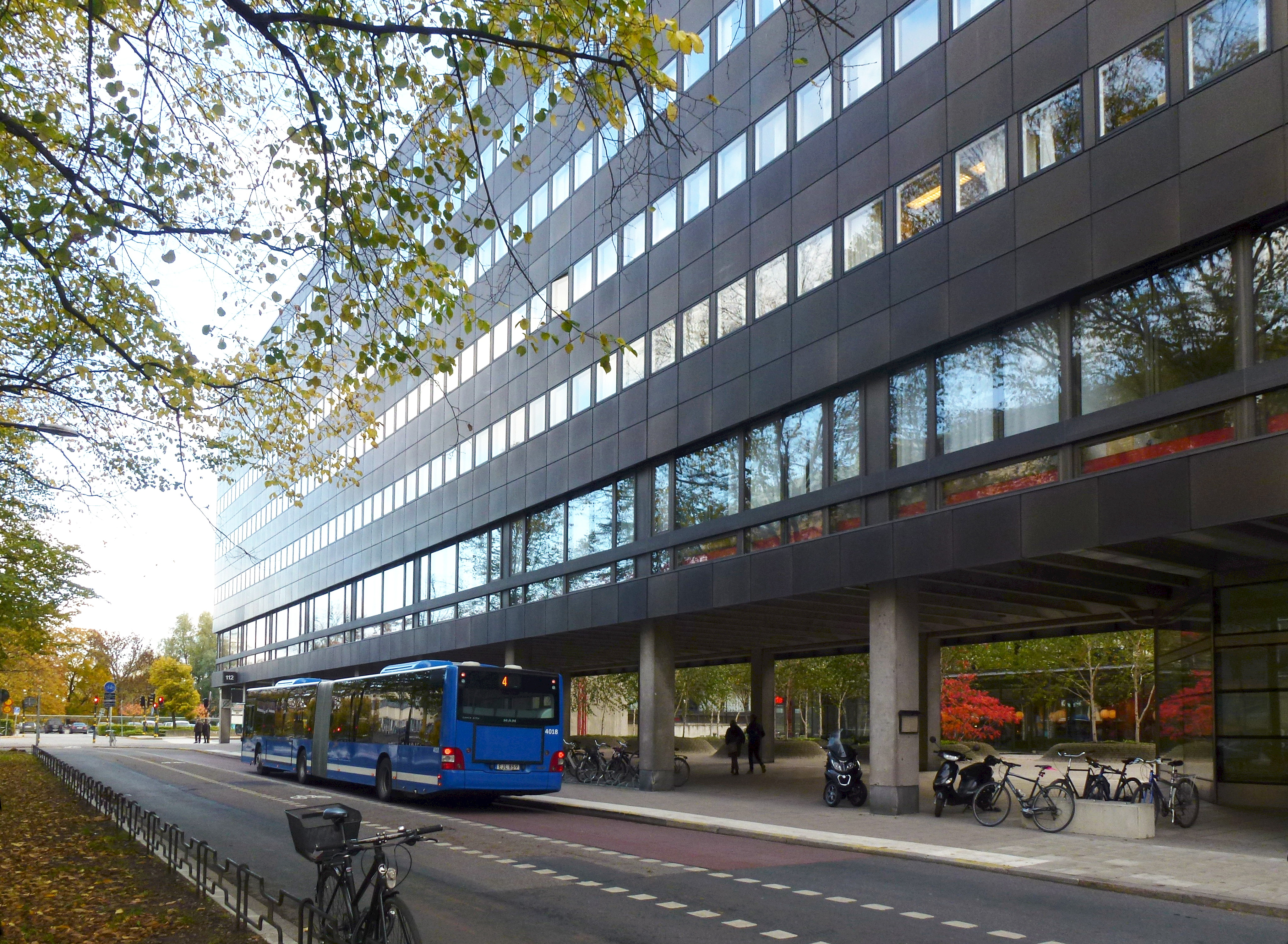
Garnisonen ritad av Tage Hertzell.

- Utveckling av självbärande persienn Sunset. Patenterad 1969.
- Klubbhus med restaurang för Norrtorps golfbana, Flen, 1990.
- Ombyggnad av privatbostad för Lars Irstad på Fiskargatan i Stockholm 1993.
- Restaurering och ombyggnad av von Rosenska Palatset på Strandvägen 55, Stockholm, för Karl-Adam Bonniers stiftelse, 1993-.
- Förslagshandlingar till Musikskola i Asmara, Eritrea, 1993.
- Butikshus i Oxelösund. KF
- Cellulosafabrik i Skärblacka, Fiskeby AB, 1959–1962.
- Produktutveckling för Karlholms AB 1963–1967.
- Personalbyggnad vid Karlholms bruk 1963–1964.
- Karlit Fritid. Utveckling av prefabsystem för fritidshus 1965–1966.
- Stadsdelsförnyelse i Tungelsta, Haninge kommun. Närings- och bebyggelseinventering, utbyggnadsplan, delplaner, 1963–1965.
- Datacentral för FOA i kv Garnisonen, Stockholm, tillbyggnad 1964–1965.
- Statlig förvaltningsbyggnad i kv Garnisonen, Stockholm, 1964–1970.
- Sommarhus på Träskö-Storö 1967.
- Kv Cassiopea nr 3-4 i Gamla Stan, Stockholm, renovering av bostad och ombyggnad av vind för eget bruk.
- Villa i Flen 1969–1970.
- Ombyggnad av kasern till kontor för Socialstyrelsen i kv Garnisonen, Stockholm, 1968–1971.
- InstrumentVerken, Sollentuna. Verkstadsbyggnad med kontor, 1972–1973.
- Gränges Aluminiumpris 1975.
- Diverse arbeten för Tumba Bruk 1971–1973.
- Utveckling av nytt program för profilerad plåt, GA 40, för Gränges Aluminium 1973–1974.
- Sedeltryckeri och anläggning för sedeldestruktion för Tumba Bruk, tillbyggnad 1977–1980.
- Vårdskola i Gävle 1978–1979.
- Preliminär skiss till Hilton-hotell vid Lilla Bommen, Göteborg 1981.
- Diverse projekt, bland annat restaurang och personalbyggnad, vid Tumba Bruk 1985–1989.
- Detaljplan och hustyper för villaområde vid Norrtorp, Flen 1991.
- Projekteringslots för SAS nya huvudkontor, Frösundavik, tillsammans med arkitekt Niels Torp.
- Utbyggnadsplan för vinterturism i Sierra Nevada, Spanien. Projekt med 40 000 bäddar i sju hotellcentra, 1972–1973.
- Real Tesoro, projekt med 5.000 bäddar i hotell och småhus 1972–1974.
- Hotellprojekt med mera på spanska medelhavskusten: Hotell för Riksförbundet mot Reumatism, 180 bäddar, 1973–1976.